# دیتر برکمان
دیتر برکمان (انگلیسی: Dieter Berkmann؛ زادهٔ ۲۷ ژوئیهٔ ۱۹۵۰) دوچرخه‌سوار اهل آلمان است.